# An Chang-nam

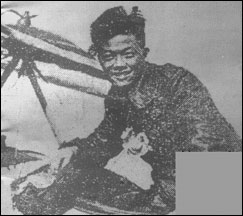

An Chang-nam (안창남) (19 mars 1901 - 2 avril 1930) est un militant indépendantiste de la Corée qui fut le premier aviateur coréen. Il est mort dans un crash à 29 ans.

## Biographie
Né à Séoul où il grandit, il a l'envie d'apprendre à voler après avoir vu des démonstrations acrobatiques du pilote américain Art Smith (en) en 1916 ou 1917. En 1920, il sort diplômé de l'école d'aviation japonaise d'Okuri à Susaki. Il réussit l'examen basique de pilote l'année suivante, et grâce à son habileté, il parvient à obtenir une licence de pilote de première classe sans avoir à passer d'autres examens.
Lors d'un triomphant vol en Corée en décembre 1922, il atterrit à l’aéroport de Yeouido à Séoul. À son retour au Japon, il devient pilote instructeur mais étant témoin de massacres de Coréens au Japon après le séisme de Kantō de 1923, il devient résolu à combattre la domination japonaise de la Corée et s'exile en Chine en 1924.
Dans ce pays, il rejoint l'infanterie de l'armée de Guo Songling. Il s'installe à Pékin et s'investit dans le mouvement d'indépendance coréen. Sur introduction de Yo Unhyŏng, il rejoint l'armée de Yan Xishan en 1926 et s'installe à Taiyuan dans le Shanxi où il devient principal de l'académie d'aviation locale. Il vit dans cette ville jusqu’à sa mort le 2 avril 1930 lors d'un crash par mauvais temps alors qu'il rentre à l'aéroport après un vol non planifié. La Corée du Sud l'a décoré à titre posthume de l'ordre du Mérite pour la fondation nationale en 2003.